# 괘법르네시떼역
괘법르네시떼(강변공원)역(Gwaebeop Renecite (Gangbyeon Park) station, 掛法르네시떼(江邊公園)驛)은 대한민국 부산광역시 사상구 괘법동에 있는 부산-김해 경전철의 역이다. 역이 위치한 괘법동과 역 인근에 있는 도소매 종합쇼핑몰의 이름인 '르네시떼(Renécité)'에서 역명을 따왔다. 근처에 삼락강변체육공원이 위치해 있어 유상병기역명이 강변공원이다. 이 역에서 삼락강변체육공원까지 강변나들교가 설치되어 있다.

### 승강장
2면 2선 상대식 승강장이며, 승강장에는 스크린도어가 설치되어 있다.
| 사상↑           |
| \| 상           |
| ↓서부산유통지구 |

| 상행 | ● 부산-김해 경전철 | 사상 방면   |
| 하행 | ● 부산-김해 경전철 | 가야대 방면 |

## 역 주변
- 르네시떼
- 홈플러스 사상점
- 이마트 사상점
- 삼락강변체육공원
- 강변동원아파트
- 괘법한신2차아파트
- 부산산업용품 유통단지
- 경남은행 사상지점

## 승차량 변동
부산김해경전철은 기본적으로 승하차량을 공개하지 않고 있지만 부산광역시에서 실시하는 교통조사 분석용역을 통해서 부산권 역들의 승하차량은 확인 가능하다.
부산김해경전철의 부산권 역들 중 환승역인 사상역과 대저역, 그리고 김해국제공항이 옆에 있는 공항역을 제외하면 역세권이 가장 많이 발달되어 있다. 덕두역과 함께 하루 평균 이용객이 1000명을 넘기는 역이다.
| 노선           | 승차 인원 | 승차 인원 | 승차 인원 | 승차 인원 | 승차 인원 | 주 석 |
| 노선           | 2011년    | 2012년    | 2013년    | 2014년    | 2015년    | 주 석 |
| -------------- | --------- | --------- | --------- | --------- | --------- | ----- |
| 부산김해경전철 | 1324      | 1305      | 1430      |           |           |       |

## 인접한 역
| 부산-김해 경전철 | 부산-김해 경전철   | 부산-김해 경전철             |
| ---------------- | ------------------ | ---------------------------- |
| 1 사상 방면      | ● 부산-김해 경전철 | 3 서부산유통지구 가야대 방면 |